# Викша
Викша (Верхняя Викша) — река в России, протекает по Сегежскому району Карелии. Впадает в озеро Выгозеро. Длина реки составляет 18 км, площадь водосборного бассейна — 67,4 км².
В нижнем течении Викша протекает через озеро Викшозеро.

## Данные водного реестра
По данным государственного водного реестра России относится к Баренцево-Беломорскому бассейновому округу, водохозяйственный участок реки — бассейн озера Выгозеро до Выгозерского гидроузла, без реки Сегежа до Сегозерского гидроузла. Речной бассейн реки — бассейны рек Кольского полуострова и Карелии, впадает в Белое море.
Код объекта в государственном водном реестре — 02020001212102000005646.